# جاناتان گری
جاناتان گری (انگلیسی: Jonathan Gray؛ زادهٔ ۴ فوریهٔ ۱۹۷۰) سرمایه‌دار، سیاست‌مدار، نیکوکار و مدیر اجرایی اهل ایالات متحده آمریکا است، که هم‌اکنون به‌عنوان مدیر عملیات شرکت مدیریت سرمایه بلک‌استون و نیز رئیس هیئت مدیره گروه هتل‌های هیلتون ورلدواید فعالیت می‌کند.